# 769
Évszázadok: 7. század – 8. század – 9. század
Évtizedek: 710-es évek – 720-as évek – 730-as évek – 740-es évek – 750-es évek – 760-as évek – 770-es évek – 780-as évek – 790-es évek – 800-as évek – 810-es évek
Évek: 764 – 765 – 766 – 767 –  768 – 769 – 770 – 771 – 772 – 773 – 774

## Események

### Európa
- II. Hunald, a frankok által elűzött aquitániai herceg felkelést indít az előző évben trónra került Nagy Károly ellen. Károly és öccse, Karlmann külön hadsereggel indulnak a lázadás leverésére, de Moncontournál összevesznek és Karlmann elvonul. Károly üldözőbe veszi Hunaldot, aki Gascogne-ba menekül. Károly felszólítására II. Lupus gascogne-i herceg kiadja a menekülteket és hűségesküt tesz a frankoknak.
- V. Kónsztantinosz bizánci császár feleségének, Eudokiának az augusta, tőle született két idősebb fiának, Nikétasznak és Khrisztophorosznak pedig a caesar címet adományozza.
- III. István pápa zsinatot hív össze, ahol elítélik az előző évben megdöntött II. Konstantin ellenpápát, visszavonják minden rendeletét, megtiltják a világiak beleszólását a pápaválasztásba, valamint eretnekségként bélyegzik meg az ikonoklasztáziát.[1]
- Lullus mainzi érsek megalapítja a hersfeldi apátságot.

## Születések
- Agobard, lyoni érsek

## Halálozások
- Hotimir, karantán fejedelem

## Fordítás
- Ez a szócikk részben vagy egészben  a(z)   769 című angol Wikipédia-szócikk ezen változatának fordításán alapul.  Az eredeti cikk szerkesztőit annak laptörténete sorolja fel. Ez a jelzés csupán a megfogalmazás eredetét és a szerzői jogokat jelzi, nem szolgál a cikkben szereplő információk forrásmegjelöléseként.